# مانستر هانتر
مانستر هانتر (انگلیسی: Monster Hunter) یک سری خیال‌پردازی از بازی ویدئویی در سبک بازی ویدئویی نقش‌آفرینی است که توسط کپ‌کام و در پلت‌فرم‌های پلی‌استیشن ۲، پلی‌استیشن همراه، وی، نینتندو ۳دی‌اس، وی یو، مایکروسافت ویندوز، ایکس‌باکس ۳۶۰، و ایکس‌باکس وان منتشر شده‌است.